# Recaro
Recaro Holding är ett tyskt holdingbolag som förvaltar bolagen Recaro Aircraft Seating och Recaro eGaming och som äger varumärket Recaro.

## Bakgrund
Wilhelm Reutter grundade karosseribyggaren Stuttgarter Karosseriewerk Reutter & Co. 1906. Efter att ursprungligen byggt bilkarosser på beställning från enskilda privatpersoner tecknade Reutter efter första världskriget kontrakt på serietillverkning av karosser med bland andra Mercedes-Benz och Wanderer. 1931 slöt man avtal med Ferdinand Porsches konstruktionsbyrå. Reutter byggde bland annat karosserna till Porsches prototyper till KdF-Wagen.
När Porsche började bygga bilar under eget namn efter andra världskriget byggde Reutter karosserna till 356-modellen. 1963 köpte Porsche slutligen upp Stuttgarter Karosseriewerk Reutter som därmed upphörde som enskilt bolag.

## Recaro

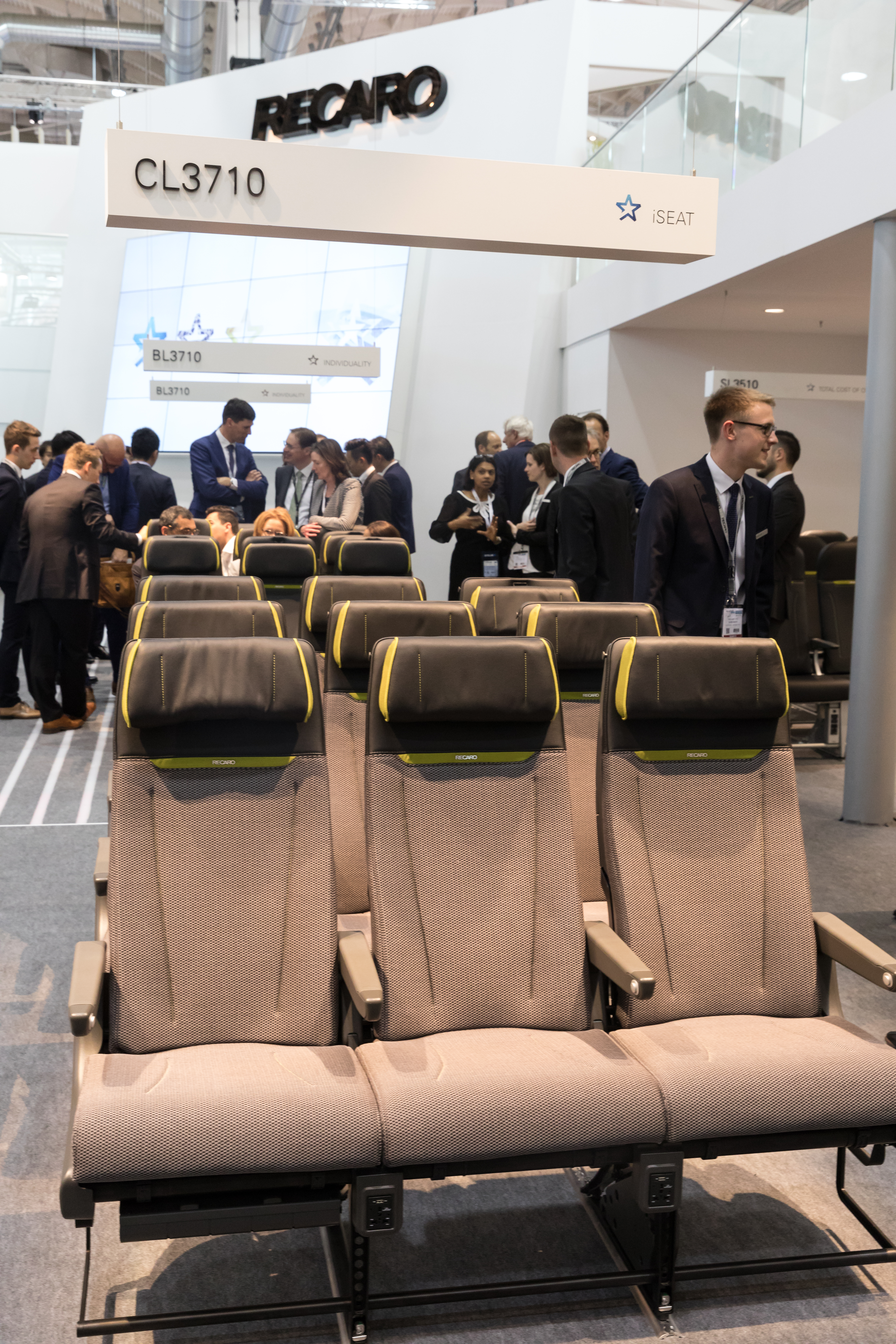
Recaro flygplansstolar.

1953 fick Reutter patent på ett beslag för fällbara ryggstöd på bilstolar. Detta blev början på en ny gren där man byggde bilstolar till Porsche, men även andra tillverkare.
Sedan familjen Reutter sålt karosseritillverkningen 1963 bildades RECARO (REutter CAROsserie) för tillverkning av sportstolar för bilar. 1971 tog man upp tillverkning av flygplansstolar med Recaro Aircraft Seating och 1998 introducerades bilbarnstolar och barnsulkys med Recaro Kids. 2018 tillkom gamingstolar med Recaro eGaming.
Under 2010-talet har Recaro Holdings sålt såväl den ursprungliga tillverkningen av bilstolar som Recaro Kids. De nya ägarna fortsätter marknadsföra dessa produkter under varumärket Recaro på licens från Recaro Holdings.